# Reuben Appleton
Reuben Recaldo Appleton (ur. 25 kwietnia 1968) – lekkoatleta, pochodzący z Antigui i Barbudy, specjalizujący się w biegach średniodystansowych.
Reprezentował swój kraj w biegu na 1500 metrów na Letnich Igrzyskach Olimpijskich 1992, zajmując 10. miejsce. Jego czas to 4:02,99.